# Городская больница (Владикавказ)
Городская больница — памятник архитектуры и градостроительства во Владикавказе, Северная Осетия. Выявленный объект культурного наследия России и культурного наследия Северной Осетии. Первая гражданская больница Владикавказа. Состоит из нескольких зданий, находящихся на улице Титова, 11. На территории больницы находится братская могила советских воинов, скончавшихся от ран в 1942 году, которая также является объектом культурного наследия.
До начала XX века город не имел собственной больницы и жители города лечились во Владикавказском госпитале, находившемся на Госпитальной улице (сегодня — улица Титова). На протяжении всего XIX века госпиталь, основанный в 1808 году, был центром развития медицины на территории Терской области (с 1960 года в бывшем госпитале размещалось Сумское военно-техническое училище)). В 1892 году по инициативе врачей госпиталя было основано Терское медицинское общество, которое сыграло значительную роль в развитии медицинского обслуживания городского населения. По инициативе этого общества в 1899 году началось строительство городской больницы на Госпитальной улице, которое завершилось в 1901 году.
В 1902 году состоялось торжественное открытие городской больницы на семьсот мест. Комплекс больницы состоял из нескольких одноэтажных корпусов, находившихся между улицами Госпитальной, Подгорной и Марьинской. Больница содержалась на городские средства. В 1907 году город финансировал больницу на 33 тысячи рублей. В больнице работала 20 врачей.
С 1980 года — 1-я городская клиническая больница.